# Lika Minamoto
Pour les articles homonymes, voir Minamoto.
 (mai 2014).
Si vous disposez d'ouvrages ou d'articles de référence ou si vous connaissez des sites web de qualité traitant du thème abordé ici, merci de compléter l'article en donnant les références utiles à sa vérifiabilité et en les liant à la section « Notes et références ».
Lika Minamoto (源 利華, Minamoto Rika), née en 1981 à Tokyo, est une mannequin et actrice japonaise.

## Biographie
Durant ses études universitaires, Lika Minamoto intègre une agence de mannequins à Tokyo. Elle s'installe ensuite à Paris pour étudier la danse classique. Elle est aussitôt sollicitée par une agence de mannequins et poursuit sa carrière internationale à New York et Milan. Elle participe à de nombreuses campagnes publicitaires principalement pour des produits cosmétiques Kenzo,, L'Oréal, La Roche Posay, Yves Rocher, Wella, Garnier, ainsi que pour Chaumet.
On la retrouve également dans des clips des Pet Shop Boys, de David Hallyday, d'Alain Chamfort, de Passi, de Jean-Louis Aubert, d'Élie Semoun et de Farin Urlaub.
En 2006, elle participe au casting européen du film Inju : la Bête dans l'ombre de Barbet Schroeder qui tombe sous son charme et décide qu'elle sera l'héroïne de son prochain film ; il se bat pendant plus de 18 mois pour la convaincre. Bien que le film n'ait pas été apprécié par la presse, des articles du New York Times, de La Repubblica, ou des Inrocks remarquent la beauté de l'actrice.
Elle travaille également pour des projets asiatiques. Elle a joué dans Final Recipe (en), film coréano-thaï dans lequel joue Michelle Yeoh et Love Bruises, une co-production franco-chinoise du réalisateur chinois Lou Ye.
Elle a souvent collaboré avec le réalisateur Mike Figgis pour des courts métrages, publicités et aussi des art shows.
Depuis 2010, Lika Minamoto est l'égérie du parfum Flower de Kenzo,,,.

## Filmographie

### Cinéma

#### Longs métrages
- 2008 : Inju : la Bête dans l'ombre de Barbet Schroeder : Tamao (rôle principal)
- 2010 : Switch de Frédéric Schoendoerffer : participation
- 2011 : Love and Bruises de Lou Ye : Isako
- 2012 : 30° Couleur de Lucien Jean-Baptiste : Ayako
- 2013 : Final Recipe (en) de Gena Kim : Kaori
- 2014 : Ablations de Arnold de Parscau : Mikako
- 2018 : Tout le monde debout de Franck Dubosc : Rachida
- 2023 : À la belle étoile de Sébastien Tulard : Cheffe Satomi
- 2024 : Else de Thibault Emin : Setsuko

#### Courts métrages
- 2016 : Kudelski de Mike Figgis : pleasure X
- 2018 : Tout le monde debout de Franck Dubosc : Rachida
- 2019 : Les Saints de Kiko de Manuel Marmier : Kiko
- 2021 : PURPLEMIND de Emy LTR : Silver/Freya

### Télévision
- 2011 : Comme chez soi : Jade
- 2012 : Lili David de Christophe Barraud : Rose Osawa
- 2013 : No Limit de Alain Figlarz et David Morley (saison 2) : Lynn Pan
- 2015 : Le Passager de Jérôme Cornuau : Junko
- 2018 : Nina (saison 4) : guest, Akiko